# Kohautia microflora
Kohautia microflora är en måreväxtart som beskrevs av D.Mantell. Kohautia microflora ingår i släktet Kohautia och familjen måreväxter. Inga underarter finns listade i Catalogue of Life.